# Italië op de Olympische Zomerspelen 1912
Italië nam deel aan de Olympische Zomerspelen 1912 in Stockholm, Zweden.

## Medailleoverzicht
| Sport    | Olympiër(s) | Onderdeel                | Medaille |
| -------- | --- | ------------------------ | -------- |
| Schermen | Nedo Nadi | floret (m)               | Goud     |
| Turnen   | Alberto Braglia | individuele meerkamp (m) | Goud     |
| Turnen   | Pietro Bianchi Guido Boni Alberto Braglia Giuseppe Domenichelli Carlo Fregosi Alfredo Gollini Francesco Loi Luigi Maiocco Giovanni Mangiante Lorenzo Mangiante Serafino Mazzarochi Guido Romano Paolo Salvi Luciano Savorini Adolfo Tunesi Giorgio Zampori Umberto Zanolini Angelo Zorzi | meerkamp team (m)        | Goud     |
| Schermen | Pietro Speciale | floret (m)               | Zilver   |
| Atletiek | Fernando Altimani | 10km snelwandelen (m)    | Brons    |
| Turnen   | Adolfo Tunesi | individuele meerkamp (m) | Brons    |

## Deelnemers en resultaten

### Atletiek
| Olympiër            | Discipline               | Resultaat    | Prestatie                                        |
| ------------------- | ------------------------ | ------------ | ------------------------------------------------ |
| Franco Giongo       | 100m (m)                 | halve finale | serie 9: 2de halve finale 2: 4de                 |
| Franco Giongo       | 200m (m)                 | halve finale | serie 8: 2de in 25,0 halve finale 5: 4de         |
| Franco Giongo       | 400m (m)                 | series       | serie 10: 3de                                    |
| Emilio Lunghi       | 400m (m)                 | halve finale | serie 7: 2de in 50,5 halve finale 4: 2de         |
| Guido Calvi         | 800m (m)                 | series       | serie 3: 4de                                     |
| Emilio Lunghi       | 800m (m)                 | halve finale | serie 1: 2de halve finale 2: 5de                 |
| Guido Calvi         | 1500m (m)                | DNF          | serie 6: niet gefinisht                          |
| Alfonso Orlando     | 5000m (m)                | DNF          | serie 5: niet gefinisht                          |
| Alfonso Orlando     | 10000m (m)               | 5e           | serie 2: 5de in 33.44,6 finale: 5de in 33.31,2   |
| Daciano Colbacchini | 110m horden (m)          | halve finale | serie 8: 2de in 16,1 halve finale 2: 2de in 16,0 |
| Alfredo Pagani      | 110m horden (m)          | series       | serie 6: 3de                                     |
| Nino Cazzaniga      | marathon (m)             | DNS          | niet gestart                                     |
| Orlando Cesaroni    | marathon (m)             | DNS          | niet gestart                                     |
| Francesco Ruggero   | marathon (m)             | DNF          | niet gefinisht                                   |
| Carlo Speroni       | marathon (m)             | DNF          | niet gefinisht                                   |
| Fernando Altimani   | 10km snelwandelen (m)    | Brons        | serie 1: 4de in 48.54,2 finale: 3de in 47.37,6   |
| Manlio Legat        | verspringen (m)          | 29e          | kwalificatie: 29ste met 5,50m                    |
| Alfredo Pagani      | verspringen (m)          | 27e          | kwalificatie: 27ste met 5,95m                    |
| Angelo Tonini       | verspringen (m)          | 19e          | kwalificatie: 19de met 6,44m                     |
| Alfredo Pagani      | hoogspringen (m)         | 28e          | kwalificatie: 28ste met 1,60m                    |
| Angelo Tonini       | hoogspringen (m)         | 33e          | kwalificatie: geen geldige poging                |
| Manlio Legat        | polsstokhoogspringen (m) | 23e          | kwalificatie: 23ste met 3,00m                    |
| Aurelio Lenzi       | kogelstoten (m)          | 12e          | kwalificatie: 12de met 11,57m                    |
| Aurelio Lenzi       | discuswerpen (m)         | 18e          | kwalificatie: 18de met 38,19m                    |
| Alfredo Pagani      | zevenkamp (m)            | DNF          | niet gefinisht                                   |
| Manlio Legat        | tienkamp (m)             | DNF          | niet gefinisht                                   |
| Alfredo Pagani      | tienkamp (m)             | DNF          | niet gefinisht                                   |

### Schermen
| Olympiër                                                                                  | Discipline     | Resultaat | Prestatie |
| ----------------------------------------------------------------------------------------- | -------------- | --------- | --- |
| Edoardo Alaimo                                                                            | floret (m)     | 5e        | 1ste ronde groep L: 1ste met 0 nederlagen kwartfinale D: 1ste met 0 nederlagen halve finale A: 1ste met 1 nederlaag finale: 5de met 3 nederlagen        |
| Fernando Cavallini                                                                        | floret (m)     | DNF       | 1ste ronde groep P: 1ste met 1 nederlaag kwartfinale F: 1ste met 1 nederlaag halve finale D: niet gefinisht                                             |
| Nedo Nadi                                                                                 | floret (m)     | Goud      | 1ste ronde groep D: 1ste met 0 nederlagen kwartfinale A: 2de met 1 nederlaag halve finale B: 1ste met 0 nederlagen finale: 1ste met 0 nederlagen        |
| Francesco Pietrasanta                                                                     | floret (m)     | 40e       | 1ste ronde groep F: 1ste met 0 nederlagen kwartfinale B: 5de met 4 nederlagen                                                                           |
| Pietro Speciale                                                                           | floret (m)     | Zilver    | 1ste ronde groep G: 3de met 2 nederlagen kwartfinale C: 1ste met 0 nederlagen halve finale C: 1ste met 0 nederlagen finale: 2de met 2 nederlagen        |
| Edoardo Alaimo                                                                            | sabel (m)      | DNF       | 1ste ronde groep D: 1ste met 4 overwinningen kwartfinale C: niet gestart                                                                                |
| Giovanni Benfratello                                                                      | sabel (m)      | 28e       | 1ste ronde groep A: 1ste met 3 overwinningen kwartfinale A: 4de met 3 nederlagen                                                                        |
| Nedo Nadi                                                                                 | sabel (m)      | 5e        | 1ste ronde groep N: 2de met 2 overwinningen kwartfinale G: 1ste met 1 nederlaag halve finale A: 2de met 3 overwinningen finale: 5de met 4 overwinningen |
| Francesco Pietrasanta                                                                     | sabel (m)      | 25e       | 1ste ronde groep M: 1ste met 3 overwinningen kwartfinale H: 4de met 1 nederlaag                                                                         |
| Aristide Pontenani                                                                        | sabel (m)      | 28e       | 1ste ronde groep P: 2de met 2 overwinningen kwartfinale D: 4de met 3 nederlagen                                                                         |
| Edoardo Alaimo Giovanni Benfratello Fernando Cavallini Nedo Nadi Ugo Di Nola Gino Belloni | sabel team (m) | 5e        | 1ste ronde groep B: 2de met 1 overwinning halve finale groep B: 3de met 1 overwinning                                                                   |

### Schoonspringen
| Olympiër       | Discipline     | Resultaat | Prestatie                  |
| -------------- | -------------- | --------- | -------------------------- |
| Carlo Bonfanti | 3m plank (m)   | 11e       | groep 2: 4de met 19 punten |
| Carlo Bonfanti | hoogduiken (m) | 26e       | groep 2: 6de met 32 punten |

### Turnen
| Olympiër | Discipline               | Resultaat | Prestatie     |
| --- | ------------------------ | --------- | ------------- |
| Pietro Bianchi | individuele meerkamp (m) | 6e        | 127,75 punten |
| Guido Boni | individuele meerkamp (m) | 4e        | 128,00 punten |
| Alberto Braglia | individuele meerkamp (m) | Goud      | 135,00 punten |
| Guido Romano | individuele meerkamp (m) | 9e        | 126,25 punten |
| Adolfo Tunesi | individuele meerkamp (m) | Brons     | 131,50 punten |
| Giorgio Zampori | individuele meerkamp (m) | 4e        | 128,00 punten |
| Pietro Bianchi Guido Boni Alberto Braglia Giuseppe Domenichelli Carlo Fregosi Alfredo Gollini Francesco Loi Luigi Maiocco Giovanni Mangiante Lorenzo Mangiante Serafino Mazzarochi Guido Romano Paolo Salvi Luciano Savorini Adolfo Tunesi Giorgio Zampori Umberto Zanolini Angelo Zorzi | meerkamp team (m)        | Goud      | 53,15 punten  |

### Voetbal
| Olympiër | Discipline | Resultaat | Prestatie                      |
| --- | ---------- | --------- | ------------------------------ |
| Edoardo Mariani Enrico Sardi Felice Berardo Franco Bontadini Enea Zuffi Pietro Leone Giuseppe Milano Carlo Demarchi Renzo De Vecchi Angelo Binaschi Piero Campelli Luigi Barbesiono Modesto Valle Vottorio Di Popolo | mannen     | 10e       | 1ste ronde: V van Finland: 2-3 |

### Worstelen
| Olympiër          | Discipline     | Resultaat      | Prestatie |
| Grieks-Romeins    | Grieks-Romeins | Grieks-Romeins | Grieks-Romeins |
| ----------------- | -------------- | -------------- | --- |
| Mariano Ciai      | -60kg (m)      | 26e            | 1ste ronde: V van FIN Leivonen 2de ronde: V van FIN Lehmusvirta                                                                   |
| Alessandro Covre  | -67,5kg (m)    | 23e            | 1ste ronde: W van FIN Pukkila 2de ronde: V van RUS Kaplur 3de ronde: V van FIN Väre                                               |
| Zavirre Carcereri | -75kg (m)      | 23e            | 1ste ronde: W van POR Vital 2de ronde: V van SWE Andersson 3de ronde: V van FIN Jokimen                                           |
| Andrea Gargano    | -75kg (m)      | 11e            | 1ste ronde: V van AUT Kokotowitsch 2de ronde: W van GRE Antonopoulos 3de ronde: W van GER Steputat 4de ronde: V van SWE Fältström |
| Oreste Arpe       | -82,5kg (m)    | 11e            | 1ste ronde: W van FIN Kumpu 2de ronde: W van FIN Lind 3de ronde: V van FIN Rajala 4de ronde: V van FIN Böhling                    |
| Renato Gardini    | -82,5kg (m)    | 11e            | 1ste ronde: W van AUT Trestler 2de ronde: W van FIN Lind 3de ronde: V van SWE Nilsson 4de ronde: V van SWE Ahlgren                |

### Zwemmen
| Olympiër       | Discipline           | Resultaat | Prestatie                                          |
| -------------- | -------------------- | --------- | -------------------------------------------------- |
| Davide Baiardo | 100m vrije slag (m)  | series    | serie 3: 4-6de                                     |
| Mario Massa    | 100m vrije slag (m)  | DNF       | serie 7: 2de in 1.11,8 kwartfinale 3: niet gestart |
| Davide Baiardo | 400m vrije slag (m)  | series    | serie 1: 5de                                       |
| Mario Massa    | 400m vrije slag (m)  | DNF       | serie 1: niet gefinisht                            |
| Mario Massa    | 1500m vrije slag (m) | DNF       | serie 4: niet gefinisht                            |

Australazië · België · Bohemen · Canada · Chili · Denemarken · Duitsland · Egypte · Finland · Frankrijk · Griekenland · Groot-Brittannië · Hongarije · IJsland · Italië · Japan · Luxemburg · Nederland · Noorwegen · Oostenrijk · Portugal · Rusland · Servië · Turkije · Verenigde Staten · Zuid-Afrika · Zweden · Zwitserland